# استفورد اسپرینگ (کانتیکت)
استفورد اسپرینگ (به انگلیسی: Stafford Springs) یک منطقهٔ مسکونی در ایالات متحده آمریکا است که در کنتیکت واقع شده‌است.